# Ročov
Ročov là một chợ huyện thuộc huyện Louny, vùng Ústecký, Cộng hòa Séc.